# Guérison de la fille d'une Cananéenne

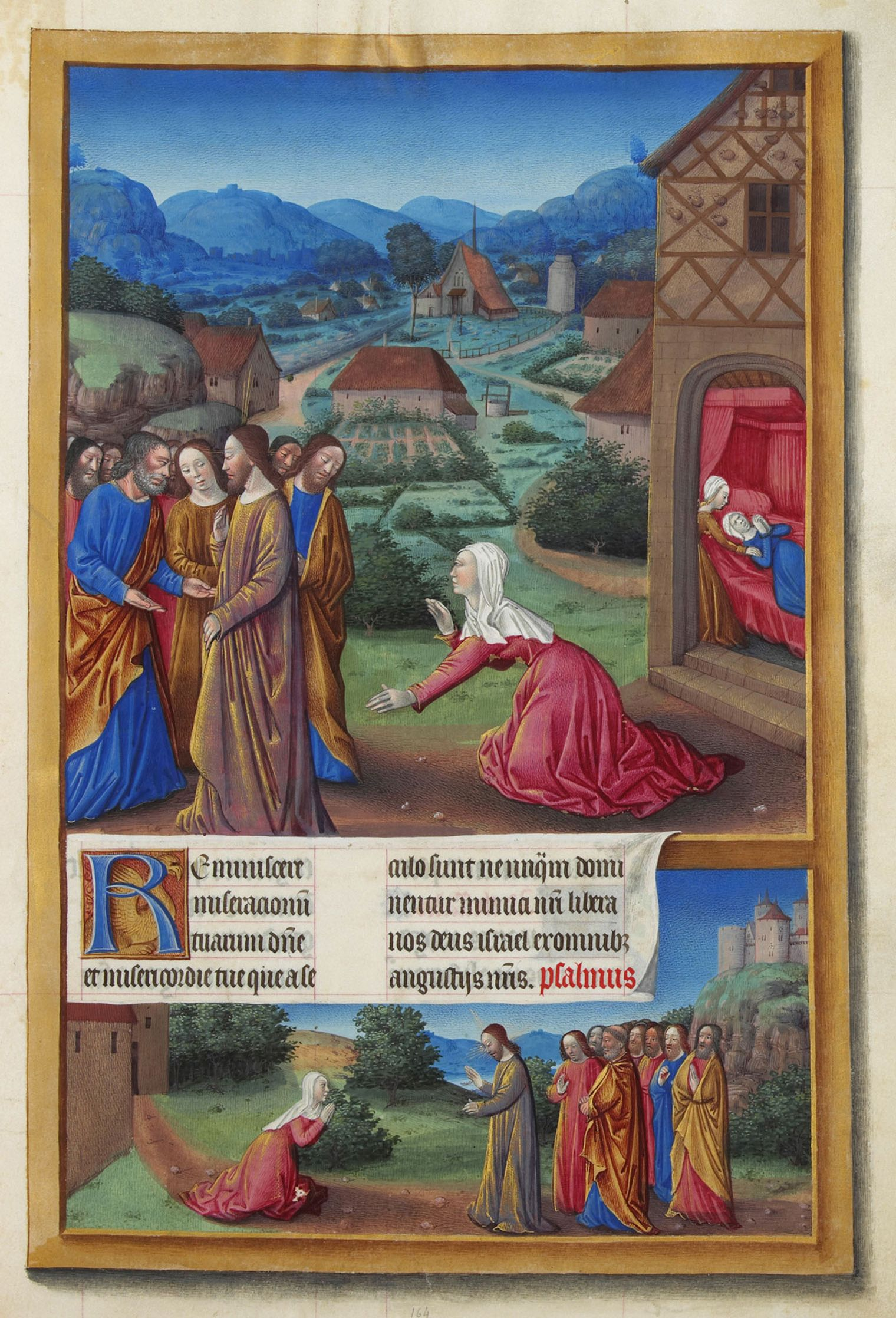
Jésus pratiquant un exorcisme sur la fille de la femme cananéenne, issu des Très Riches Heures du duc de Berry, XVe siècle.

La guérison de la fille d'une Cananéene est un des miracles attribués à Jésus-Christ dans l'Évangile selon saint Matthieu, chapitre 15, versets 21 à 28.

## Texte
« Jésus, étant parti de là, se retira dans le territoire de Tyr et de Sidon. Et voici, une femme cananéenne, qui venait de ces contrées, lui cria : Aie pitié de moi, Seigneur, Fils de David ! Ma fille est cruellement tourmentée par le démon. Il ne lui répondit pas un mot, et ses disciples s'approchèrent, et lui dirent avec insistance : Renvoie-la, car elle crie derrière nous. Il répondit : Je n'ai été envoyé qu'aux brebis perdues de la maison d'Israël. Mais elle vint se prosterner devant lui, disant : Seigneur, secours-moi ! Il répondit : Il n'est pas bien de prendre le pain des enfants, et de le jeter aux petits chiens. Oui, Seigneur, dit-elle, mais les petits chiens mangent les miettes qui tombent de la table de leurs maîtres. Alors Jésus lui dit : Femme, ta foi est grande; qu'il te soit fait comme tu veux. Et, à l'heure même, sa fille fut guérie. »

— Évangile de Jésus-Christ selon saint Matthieu, chapitre 15, versets 21 à 28, trad. de Louis Segond.

## Interprétation

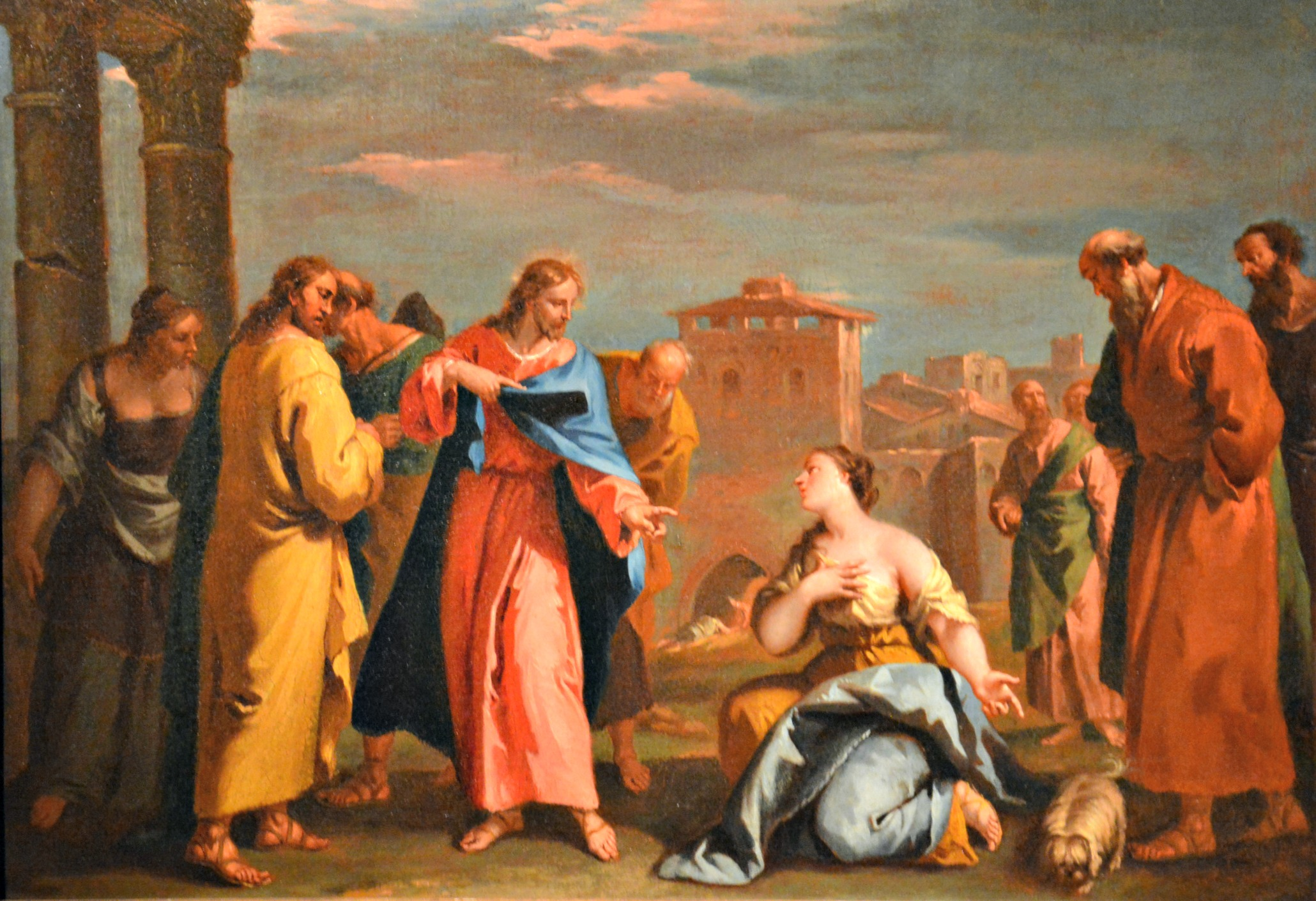
Le Christ guérit la fille de la Cananéenne
Sebastiano Ricci, 1726-1729
Musée Capodimonte, Naples

D'après le docteur de l'Église Jean Chrysostome, c'est l'humilité et la foi de la Cananéenne, deux vertus essentielles aux yeux de Dieu, et l'application à prier, qui incitent Jésus à accomplir le miracle.
Pour le père Joseph-Marie Verlinde, la Cananéenne est touchée par la grâce à l'approche du Messie et y puise l'inspiration pour prolonger la métaphore sur le pain entamée par Jésus. Dans leur dialogue, le pain symbolise la Parole divine ; les enfants représentent les habitants d'Israël, le peuple de Jésus, qui précisément rejetait la parole de Jésus.
Ainsi, poursuit Joseph-Marie Verlinde, la parabole justifie également le fait que Paul et ses compagnons baptiseront davantage les païens que les Juifs. Les païens sont autant sinon plus concernés que les Juifs par la mansuétude de Dieu.